# Malloreddus

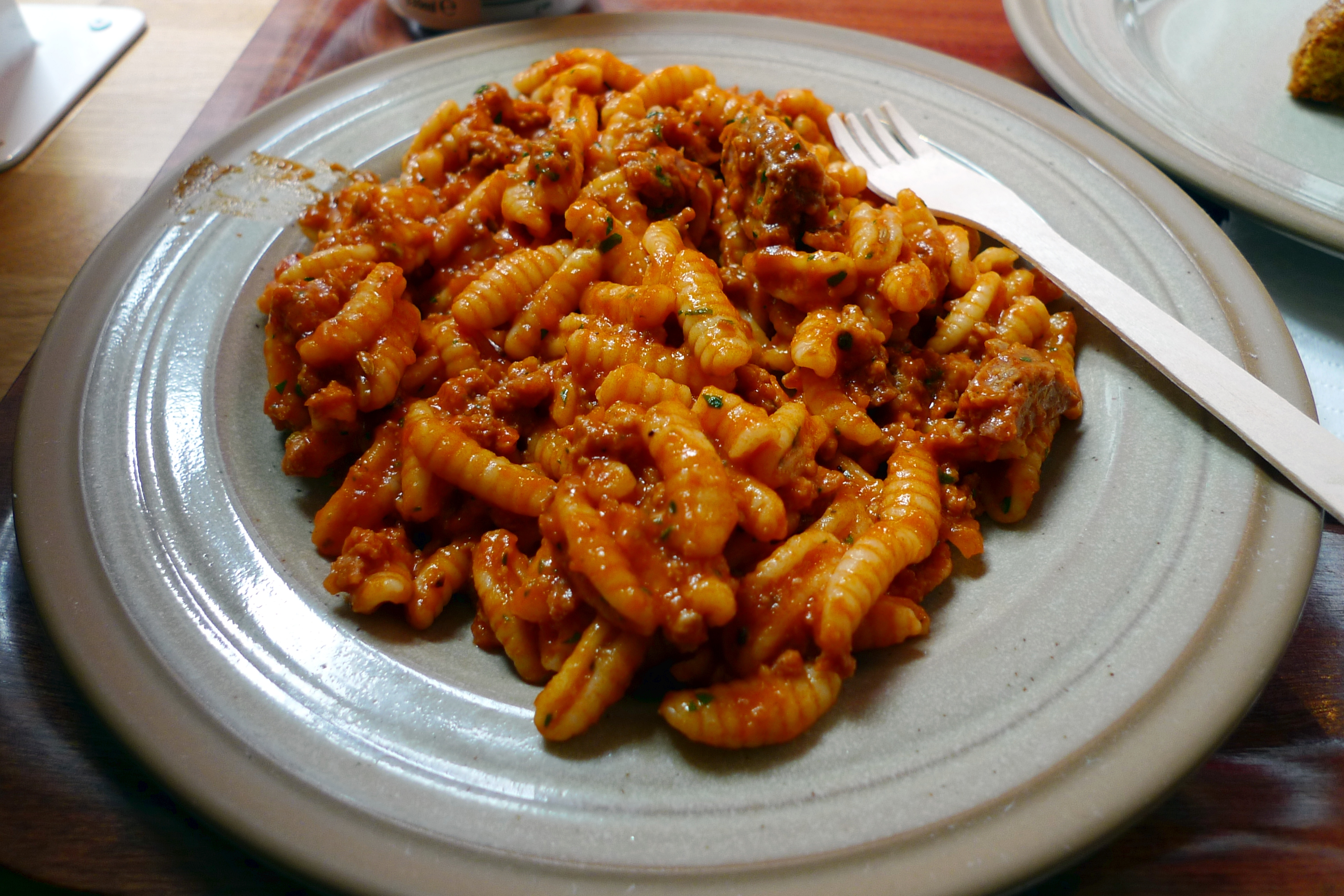
Malloreddus.

Les malloreddus, ou gnocchetti sardi (« petits gnocchis sardes ») sont des pâtes provenant du Campidano dans le sud de la Sardaigne. Elles sont sans conteste « les » pâtes sardes. Elles ont une forme de petits coquillages de maximum 2 cm de long et sont faites à base de semoule de blé et d'eau; ceci car l'origine des pâtes se trouve dans le système de l'agriculture sarde qui est, principalement, fondée sur la culture du blé.
Ce plat traditionnel est souvent préparé pendant les importantes occasions comme des fêtes, des festivals ou même pendant les mariages. 
Même si le nom malloreddus est accepté partout en langue sarde, on rencontre les dénominations locales suivantes : cigiones (ou parfois ciciones), macarones caidos ou cravaos.

## Histoire
Les malloreddus existent depuis des centaines d'années; ils étaient faits à la main par les femmes au foyer[réf. souhaitée].
Leur forme dérive du traitement[Quoi ?], les femmes faisaient des petites boules avec la pâte, puis elles les écrasaient dans le ciuliri (un panier traditionnel fait de paille). C’est aussi grâce à la forme qui rappelait l’image d’un petit veau qui venait de naître. 
C’est pour cela que le terme malloreddu (singulier de malloreddus) est le diminutif de malloru qui signifie, en sarde, « taureau ». Malloreddus veut donc dire « petits taureaux » ou « petits veaux ».

## Ingrédients
À l'origine, la semoule était mélangée avec du safran qui donnait une légère teinte jaune aux pâtes. La plupart du temps, on retrouve aujourd'hui ces pâtes sans le safran. On retrouve cependant quelques marques commerciales de pâtes qui proposent un mélange de pâtes (avec ou sans safran) dans le même paquet.
Les malloreddus peuvent être préparées avec des sauces mais la plus connue reste une sauce spéciale qui est appelée La sauce à la Campidanese. C’est une sauce de tomate qui est accompagnée par des saucisses sardes; leur particularité est qu'elles contiennent du fenouil.